# 다네무라 아리나
다네무라 아리나(種村 有菜, 1978년 3월 12일 ~ )는 일본의 만화가이다. 아이치현 이치노미야시 출신으로, 아이치현립 이치노미야 상업고등학교를 졸업하였다. 대표작은 신의 괴도 잔느와 달빛천사등,《리본》잡지에서의 애칭은〈아리낫치〉. 남매가 있어서 언니를〈유키짱〉, 남동생을〈밋군〉이라고 부른다.

## 경력
- 《RIBON오리지널》1996년 6월호 데뷔작〈두 번째 사랑의 모양(〈2番目の恋のかたち)〉
- 《RIBON오리지널》1996년 10월호 게재〈비가 내리는 오후는 로맨스의 히로인(雨の午後はロマンスのヒロイン)〉
- 《리본》1997년 2월호 게재〈울화통구슬의 우울(かんしゃく玉のゆううつ)〉
- 《리본빗쿠리대증간호》1997년 초봄호 게재〈이 사랑은 NON픽션(この恋はNONフィクション)〉
- 《리본》1997년 6월호 연재〈이온(イ・オ・ン)〉(한국에서는 랑데뷰라는 해적판으로 판매된 적이 있다.)
- 《리본》1998년 2월호 연재〈신의 괴도 잔느(신풍괴도 쟌느,神風怪盗ジャンヌ)〉(애니메이션화, 전 7권, 신장판 전 6권)
- 《리본》2000년 9월호 연재〈시공이방인 쿄코(타임스트레인저KYOKO,時空異邦人KYOKO)〉(전 3권)
- 《리본》2001년 11월호 게재〈음유명화(吟遊名華)〉
- 《리본》2002년 1월호 연재〈달빛천사(만월을 찾아서,満月をさがして)〉(애니메이션화, 전 7권)
- 《리본》2004년 9월호 연재〈신사동맹 크로스(紳士同盟†)〉
- 《리본 봄의 초빗쿠리 대증간호》2007년 3월호 게재〈소녀이브☆사과효과24시(少女イブ☆林檎じかけの24時)〉
- 《리본 대증간호 리본스페셜》2007년 10월호 게재〈바다의 지구의 녹턴(海の地球儀・夜想曲)〉
- 《리본》2008년 7월호 연재〈절대각성천사미스트레스☆포춘(絶対覚醒天使ミストレス☆フォーチュン)〉(전 3화, 이후 번외편 연재예정,보믹화)
- 2008년 5월 30일 인터넷 라디오《다네무라 아리나의 라디오de싹뚝★(種村有菜のラジオDEシャキン★〉)》(매주 금요일 갱신)

## 작품

#### 만화
- 두 번째 사랑의 모양(2番目の恋のかたち) (데뷔작)
- 비가 내리는 오후는 로맨스의 히로인(雨の午後はロマンスのヒロイン)
- 울화통구슬의 우울(かんしゃく玉のゆううつ)
- 이 사랑은 NON픽션(この恋はNONフィクション)
- 이온(랑데뷰,イ・オ・ン)
- 신의 괴도 잔느(신풍괴도잔느,神風怪盗ジャンヌ)
- 시공이방인쿄코(타임스트레인저KYOKO,時空異邦人KYOKO)
- 음유명화(吟遊名華)
- 달빛천사(만월을 찾아서,満月をさがして)
- 신사동맹크로스(紳士同盟†)
- 소녀이브☆사과효과24시(少女イブ☆林檎じかけの24時)
- 바다의 지구의 녹턴(海の地球儀・夜想曲)
- 절대각성천사미스트레스☆포춘(絶対覚醒天使ミストレス☆フォーチュン)
- 고양이와 나의 금요일

#### 일러스트집
- 신풍괴도잔느 타네무라 아리나 일러스트집(神風怪盗ジャンヌ―種村有菜イラスト集 )
- 만월을 찾아서 일러스트집 타네무라 아리나COLLECTION(満月をさがしてイラスト集 種村有菜COLLECTION)
- 신사동맹크로스-타네무라 아리나 일러스트집(紳士同盟†―種村有菜イラスト集)

#### 성우,기타
- 신사동맹크로스(紳士同盟†) 리본드라마CD 마오라역
- 다네무라 아리나의 라디오de싹뚝★(種村有菜のラジオDEシャキン★) 퍼스낼러티